# PEC in het seizoen 1962/63
Het seizoen 1962/1963 was het 52e jaar in het bestaan van de Zwolse voetbalclub PEC. De club kwam uit in de Tweede divisie B en eindigde daarin op de 17e plaats. Ook werd deelgenomen aan het toernooi om de KNVB beker, hierin werd de club in de tweede ronde uitgeschakeld door Excelsior (0–1).

## Wedstrijdstatistieken

### Oefenwedstrijden
| Datum + plaats           | Wedstrijd | Uitslag       | Scoreverloop |
| ------------------------ | --------- | ------------- | ------------ |
| 18 augustus 1962 Zaandam | ZFC – PEC | 4 – 1 (? – ?) | Onbekend     |
|                          |           |               |              |
| 23 februari 1963 Zwolle  | PEC – DOS | 0 – 6 (0 – ?) | Onbekend     |

### Tweede divisie B
| 1e speelronde                                           | RCH                                                                                              | 2 – 0 (2 – 0) | PEC                                                                               |
| 26 augustus 1962 Plaats: Heemstede Sportparklaan        | Johan Engelsma 10' László Nánai 34' (pen.)                                                       |               |                                                                                   |
| 2e speelronde                                           | PEC                                                                                              | 1 – 2 (0 – 1) | Longa                                                                             |
| 2 september 1962 Plaats: Zwolle De Vrolijkheid          | Hennie van Nee 61'                                                                               |               | 40', 88' Louis de Zwart                                                           |
| 3e speelronde                                           | SVV                                                                                              | 2 – 3 (1 – 2) | PEC                                                                               |
| 9 september 1962 Plaats: Schiedam Frankelandsedijk      | Aad Osterholt 31' Leen Hubert 78' (pen.)                                                         |               | 18', 24' Leo Koopman 68' Theo Kok                                                 |
| 4e speelronde                                           | PEC                                                                                              | 1 – 3 (1 – 0) | NOAD                                                                              |
| 16 september 1962 Plaats: Zwolle De Vrolijkheid         | John Abma 40'                                                                                    |               | 63' Harry van Stiphout 79', 82' Theo Netten                                       |
| 5e speelronde                                           | Haarlem                                                                                          | 2 – 0 (0 – 0) | PEC                                                                               |
| 23 september 1962 Plaats: Haarlem Jan Gijzenkade        | Lout Vreeken 53' Otto Berendregt 80' (pen.)                                                      |               |                                                                                   |
| 6e speelronde                                           | 't Gooi                                                                                          | 5 – 1 (5 – 1) | PEC                                                                               |
| 7 oktober 1962 Plaats: Hilversum Geneentelijk Sportpark | Teus van Rheenen 6' Adri Jansen 11' (e.d.) Jan van Berkel 23' Aad Mulder 26' Cees van Wilpen 35' |               | 43' Gerrit Voges                                                                  |
| 7e speelronde                                           | PEC                                                                                              | 0 – 1 (0 – 1) | Wilhelmina                                                                        |
| 21 oktober 1962 Plaats: Zwolle De Vrolijkheid           |                                                                                                  |               | 23' Frans Burg                                                                    |
| 8e speelronde                                           | Helmondia '55                                                                                    | 1 – 1 (0 – 1) | PEC                                                                               |
| 28 oktober 1962 Plaats: Helmond De Braak                | Coen Dillen 78' (pen.)                                                                           |               | 43' Hennie van Nee                                                                |
| 9e speelronde                                           | PEC                                                                                              | 4 – 1 (1 – 0) | D.F.C.                                                                            |
| 4 november 1962 Plaats: Zwolle De Vrolijkheid           | Hennie van Nee 26', 58', 78', 79'                                                                |               | 59' Wim de Kreek                                                                  |
| 10e speelronde                                          | HVC                                                                                              | 6 – 0 (3 – 0) | PEC                                                                               |
| 18 november 1962 Plaats: Amersfoort Sportpark Birkhoven | Jan Nederhand 5' Bennie Marcus 10', 74' Hennie van der Kreeft 38' (e.d.) Cees Houtveen 58', 69'  |               |                                                                                   |
| 11e speelronde                                          | PEC                                                                                              | 3 – 1 (1 – 1) | Hermes DVS                                                                        |
| 25 november 1962 Plaats: Zwolle De Vrolijkheid          | Hennie van Nee 19', 74', 89'                                                                     |               | 12' Hans van Yperen                                                               |
| 12e speelronde                                          | Baronie                                                                                          | 4 – 0 (2 – 0) | PEC                                                                               |
| 2 december 1962 Plaats: Breda De Blauwe Kei             | Theo Bilok 5', 73' Kees Groeneveld 32' Henk van Ierssel 90'                                      |               |                                                                                   |
| 13e speelronde                                          | Xerxes                                                                                           | 1 – 2 (0 – 2) | PEC                                                                               |
| 23 december 1962 Plaats: Rotterdam Xerxesweg            | Martin Snoeck 80'                                                                                |               | 17', 28' Hennie van Nee                                                           |
| 14e speelronde                                          | PEC                                                                                              | 3 – 1 (0 – 1) | EDO                                                                               |
| 26 december 1962 Plaats: Zwolle De Vrolijkheid          | Leo Koopman 51', 52', 77'                                                                        |               | 15' Doby Peters                                                                   |
| 15e speelronde                                          | PEC                                                                                              | 1 – 1 (1 – 0) | Hilversum                                                                         |
| 17 maart 1963 Plaats: Zwolle De Vrolijkheid             | Hennie van Nee 35'                                                                               |               | 57' Frank Mijnals                                                                 |
| 16e speelronde                                          | BVV                                                                                              | 4 – 0 (2 – 0) | PEC                                                                               |
| 24 maart 1963 Plaats: 's-Hertogenbosch De Vliert        | Daan Netten 18' (pen.) Pierre van Dalsen 21', 69' Math Pieters 62'                               |               |                                                                                   |
| 17e speelronde                                          | PEC                                                                                              | 0 – 4 (0 – 2) | BVV                                                                               |
| 30 maart 1963 Plaats: Zwolle De Vrolijkheid             |                                                                                                  |               | 23' Pierre van Dalsen 42' Math Pieters 53' Walter van de Kerkhove 67' Jan Gösgens |
| 18e speelronde                                          | PEC                                                                                              | 1 – 3 (0 – 2) | RCH                                                                               |
| 7 april 1963 Plaats: Zwolle De Vrolijkheid              | Hennie van Nee 74' (pen.)                                                                        |               | 12', –' Arie van den Berg 77' Johan Engelsma                                      |
| 19e speelronde                                          | Longa                                                                                            | 3 – 1 (1 – 0) | PEC                                                                               |
| 13 april 1963 Plaats: Tilburg Aan de spoorbrug          | Gerard Spanings 30' Louis de Zwart 60' (pen.) Jan Meijer                                         |               | Jan Koops                                                                         |
| 20e speelronde                                          | Hilversum                                                                                        | 4 – 1 (4 – 1) | PEC                                                                               |
| 15 april 1963 Plaats: Hilversum Gemeentelijk Sportpark  | Evert Pluim 20' Hans Akkerman 23' Joop de Haan 25' Nico van der Meer 34'                         |               | 32' Jan Koops                                                                     |
| 21e speelronde                                          | PEC                                                                                              | 2 – 5 (0 – 3) | SVV                                                                               |
| 21 april 1963 Plaats: Zwolle De Vrolijkheid             | Gerrit Voges 82' Jan Koops 84'                                                                   |               | 3', 21' Aad Putters 17' Theo Kaak 57' Eddy Koens 60' Gerrit van Pelt              |
| 22e speelronde                                          | NOAD                                                                                             | 5 – 2 (1 – 1) | PEC                                                                               |
| 28 april 1963 Plaats: Tilburg Gemeentelijk Sportpark    | Van de Boogaard 7' Henk Zieltjens 67', 87' Theo Netten 68', –'                                   |               | 15' Theo Kok Ludwig Mans                                                          |
| 23e speelronde                                          | PEC                                                                                              | 2 – 3 (1 – 1) | Haarlem                                                                           |
| 5 mei 1963 Plaats: Zwolle De Vrolijkheid                | Theo Kok 8' Hennie van Nee                                                                       |               | 43' Nico Jonker 49' Henk Angenent 90' Fred Jaski                                  |
| 24e speelronde                                          | PEC                                                                                              | 3 – 0 (1 – 0) | 't Gooi                                                                           |
| 19 mei 1963 Plaats: Zwolle De Vrolijkheid               | Hennie van Nee 13' (pen.) Leo Koopman 47' Theo Kok 83'                                           |               |                                                                                   |
| 25e speelronde                                          | Wilhelmina                                                                                       | 2 – 1 (1 – 1) | PEC                                                                               |
| 23 mei 1963 Plaats: 's-Hertogenbosch De Wolfsdonken     | Willy van den Hurk 15', 47'                                                                      |               | 42' Jan Koops                                                                     |
| 26e speelronde                                          | PEC                                                                                              | 1 – 0 (0 – 0) | Helmondia '55                                                                     |
| 26 mei 1963 Plaats: Zwolle De Vrolijkheid               | Theo Kok 90'                                                                                     |               |                                                                                   |
| 27e speelronde                                          | D.F.C.                                                                                           | 6 – 0 (2 – 0) | PEC                                                                               |
| 1 juni 1963 Plaats: Dordrecht Krommedijk                | Fons van Rosmalen 22', 70' Jan Klijnjan 23', 60', –' (pen.) Joop van Linstee 55'                 |               |                                                                                   |
| 28e speelronde                                          | PEC                                                                                              | 3 – 4 (2 – 1) | HVC                                                                               |
| 3 juni 1963 Plaats: Zwolle De Vrolijkheid               | Herman Brandt 21' Leo Koopman 25' Bennie van der Velde 62' (e.d.)                                |               | 35', 55' Bennie Marcus 51', 59' Nol Heijerman                                     |
| 29e speelronde                                          | EDO                                                                                              | 1 – 0 (1 – 0) | PEC                                                                               |
| 5 juni 1963 Plaats: Haarlem Noordersportpark            | Van Beekum 33'                                                                                   |               |                                                                                   |
| 30e speelronde                                          | Hermes DVS                                                                                       | 2 – 1 (0 – 1) | PEC                                                                               |
| 9 juni 1963 Plaats: Schiedam Harga                      | Hans van Yperen 61', 77'                                                                         |               | 35' Wannie Sterken                                                                |
| 31e speelronde                                          | PEC                                                                                              | 1 – 5 (1 – 4) | Xerxes                                                                            |
| 12 juni 1963 Plaats: Zwolle De Vrolijkheid              | Leo Koopman 33'                                                                                  |               | 4', 41' Ad Hommerson 38' Wim Wolffers Wim Pijpe 82' (pen.) Ben Damen              |
| 32e speelronde                                          | PEC                                                                                              | 1 – 3 (1 – 2) | Baronie                                                                           |
| 16 juni 1963 Plaats: Zwolle De Vrolijkheid              | Theo Kok 40'                                                                                     |               | 6', 52' Kees Groeneveld 12' (e.d.) Adri Jansen                                    |

### Degradatie wedstrijd
| Wedstrijd                                | Oldenzaal                                                           | 5 – 1 (1 – 0) | PEC              |
| 23 juni 1963 Plaats: Almelo Bornsestraat | Willem Oude Alink 32', 74', 90' Johan Beuvink 86' Henk Kalsbeek 88' |               | 87' Gerrit Voges |

- De Valk (Kampioen amateurs) besluit niet toe te treden tot betaald voetbal. Oldenzaal kan om financiële redenen niet deelnemen aan Tweede divisie en stapt vrijwillig uit betaald voetbal. PEC handhaaft zich hiermee.

### KNVB beker
| 1e ronde                                       | PEC                                      | 3 – 1 (0 – 0) | Stormvogels        |
| 13 oktober 1962 Plaats: Zwolle De Vrolijkheid  | Hennie van Nee 57' Gerrit Voges 61', 72' |               | 68' Jac Cleeren    |
| 2e ronde                                       | PEC                                      | 0 – 1 (0 – 1) | Excelsior          |
| 16 december 1962 Plaats: Zwolle De Vrolijkheid |                                          |               | 11' Chris de Vries |

## Selectie en technische staf

### Selectie 1962/63
| Nr.           | Nat.               | Naam                  | Competitie | Competitie | Beker      | Beker      | Totaal     | Totaal     | Seizoen    | Vorige club         | Debuut     |            |            |            |
| Nr.           | Nat.               | Naam                  | W          |            | W          |            | W          |            | Seizoen    | Vorige club         | Debuut     |            |            |            |
| Doelmannen    | Doelmannen         | Doelmannen            | Doelmannen | Doelmannen | Doelmannen | Doelmannen | Doelmannen | Doelmannen | Doelmannen | Doelmannen          | Doelmannen | Doelmannen | Doelmannen | Doelmannen |
| ------------- | ------------------ | --------------------- | ---------- | ---------- | ---------- | ---------- | ---------- | ---------- | ---------- | ------------------- | ---------- | ---------- | ---------- | ---------- |
| -             | Vlag van Nederland | Henk Nijland          | –          | 0          | –          | 0          | –          | 0          | 1e         | ZAC                 | –          |            |            |            |
| -             | Vlag van Nederland | Gerrit Kerkhof        | –          | 0          | –          | 0          | –          | 0          | 1e         | Enter Vooruit       | –          |            |            |            |
| Verdedigers   |                    |                       |            |            |            |            |            |            |            |                     |            |            |            |            |
| -             | Vlag van Nederland | Van de Boogaard       | –          | 0          | –          | 0          | –          | 0          | –          | Onbekend            | –          |            |            |            |
| -             | Vlag van Nederland | Frits Bosma           | –          | 0          | –          | 0          | –          | 0          | 1e         | Jeugd               | –          |            |            |            |
| -             | Vlag van Nederland | Adri Jansen           | –          | 0          | –          | 0          | –          | 0          | 2e         | Jeugd               | –          |            |            |            |
| -             | Vlag van Nederland | Jan Kers              | –          | 0          | –          | 0          | –          | 0          | 1e         | Heracles            | –          |            |            |            |
| -             | Vlag van Nederland | Hennie van der Kreeft | –          | 0          | –          | 0          | –          | 0          | 1e         | Elinkwijk           | –          |            |            |            |
| -             | Vlag van Nederland | Jan Koops             | –          | 4          | –          | 0          | –          | 4          | –          | ESC                 | –          |            |            |            |
| -             | Vlag van Suriname  | Ludwig Mans           | –          | 1          | –          | 0          | –          | 1          | 6e         | Voorwaarts          | –          |            |            |            |
| -             | Vlag van Nederland | Wout Pelser           | –          | 0          | –          | 0          | –          | 0          | 1e         | De Graafschap       | –          |            |            |            |
| Middenvelders |                    |                       |            |            |            |            |            |            |            |                     |            |            |            |            |
| -             | Vlag van Nederland | Herman Brandt         | –          | 1          | –          | 0          | –          | 1          | –          | Onbekend            | –          |            |            |            |
| -             | Vlag van Nederland | Jan van Rooijen       | –          | 0          | –          | 0          | –          | 0          | 1e         | De Noormannen (ama) | –          |            |            |            |
| -             | Vlag van Nederland | Wannie Sterken        | –          | 1          | –          | 0          | –          | 1          | 2e         | Jeugd               | –          |            |            |            |
| -             | Vlag van Nederland | B. Theunissen         | –          | 0          | –          | 0          | –          | 0          | 1e         | Willem II           | –          |            |            |            |
| -             | Vlag van Nederland | Gerrit Voges          | –          | 2          | 2          | 2          | –          | 4          | 11e        | Willem II           | –          |            |            |            |
| Aanvallers    |                    |                       |            |            |            |            |            |            |            |                     |            |            |            |            |
| -             | Vlag van Nederland | John Abma             | –          | 1          | –          | 0          | –          | 1          | –          | KHC (ama)           | –          |            |            |            |
| -             | Vlag van Nederland | Dick van Ekeren       | –          | 0          | –          | 0          | –          | 0          | 3e         | AGOVV               | –          |            |            |            |
| -             | Vlag van Nederland | Theo Kok              | –          | 5          | –          | 0          | –          | 5          | –          | Jeugd               | –          |            |            |            |
| -             | Vlag van Nederland | Leo Koopman           | –          | 7          | –          | 0          | –          | 7          | 8e         | Rohda Raalte (ama)  | –          |            |            |            |
| -             | Vlag van Nederland | Hennie van Nee        | –          | 15         | –          | 1          | –          | 16         | 1e         | Heracles            | –          |            |            |            |
| Nr.           | Nat.               | Naam                  | W          |            | W          |            | W          |            | Seizoen    | Vorige club         | Debuut     |            |            |            |
| Nr.           | Nat.               | Naam                  | Competitie | Competitie | Beker      | Beker      | Totaal     | Totaal     | Seizoen    | Vorige club         | Debuut     |            |            |            |

### Technische staf
| Naam              | Functie      |
| ----------------- | ------------ |
| Herman Spijkerman | Hoofdtrainer |

## Statistieken PEC 1962/1963

### Eindstand PEC in de Nederlandse Tweede divisie B 1962 / 1963
| Stand | Gespeeld | Gewonnen | Gelijk | Verloren | Punten | Doelpunten voor | Doelpunten tegen |
| ----- | -------- | -------- | ------ | -------- | ------ | --------------- | ---------------- |
| 17e   | 32       | 7        | 2      | 23       | 16     | 40              | 87               |

### Topscorers
| #              | Naam                       | Goal |
| -------------- | -------------------------- | ---- |
| 1.             | Hennie van Nee             | 15   |
| 2.             | Leo Koopman                | 8    |
| 3.             | Theo Kok                   | 5    |
| 3.             | Jan Koops                  | 5    |
| 5.             | Gerrit Voges               | 2    |
| 6.             | John Abma                  | 1    |
| 6.             | Herman Brandt              | 1    |
| 6.             | Ludwig Mans                | 1    |
| 6.             | Wannie Sterken             | 1    |
| Eigen doelpunt |                            |      |
| –              | Bennie van der Velde (HVC) | 1    |
| Totaal         | Totaal                     | 40   |

| #      | Naam         | Goal |
| ------ | ------------ | ---- |
| 1.     | Gerrit Voges | 1    |
| Totaal | Totaal       | 1    |

| #      | Naam           | Goal |
| ------ | -------------- | ---- |
| 1.     | Gerrit Voges   | 2    |
| 2.     | Hennie van Nee | 1    |
| Totaal | Totaal         | 3    |

### Punten per speelronde
| Speelronde | 1 | 2 | 3 | 4 | 5 | 6 | 7 | 8 | 9 | 10 | 11 | 12 | 13 | 14 | 15 | 16 | 17 | 18 | 19 | 20 | 21 | 22 | 23 | 24 | 25 | 26 | 27 | 28 | 29 | 30 | 31 | 32 |
| ---------- | - | - | - | - | - | - | - | - | - | -- | -- | -- | -- | -- | -- | -- | -- | -- | -- | -- | -- | -- | -- | -- | -- | -- | -- | -- | -- | -- | -- | -- |
| Punten     | 0 | 0 | 2 | 0 | 0 | 0 | 0 | 1 | 2 | 0  | 2  | 0  | 2  | 2  | 1  | 0  | 0  | 0  | 0  | 0  | 0  | 0  | 0  | 2  | 0  | 2  | 0  | 0  | 0  | 0  | 0  | 0  |

### Punten na speelronde
| Speelronde | 1 | 2 | 3 | 4 | 5 | 6 | 7 | 8 | 9 | 10 | 11 | 12 | 13 | 14 | 15 | 16 | 17 | 18 | 19 | 20 | 21 | 22 | 23 | 24 | 25 | 26 | 27 | 28 | 29 | 30 | 31 | 32 |
| ---------- | - | - | - | - | - | - | - | - | - | -- | -- | -- | -- | -- | -- | -- | -- | -- | -- | -- | -- | -- | -- | -- | -- | -- | -- | -- | -- | -- | -- | -- |
| Punten     | 0 | 0 | 2 | 2 | 2 | 2 | 2 | 3 | 5 | 5  | 7  | 7  | 9  | 11 | 12 | 12 | 12 | 12 | 12 | 12 | 12 | 12 | 12 | 14 | 14 | 16 | 16 | 16 | 16 | 16 | 16 | 16 |

### Stand na speelronde
| Speelronde | 1   | 2   | 3   | 4   | 5   | 6   | 7   | 8   | 9   | 10  | 11  | 12  | 13  | 14  | 15  | 16  | 17  | 18  | 19  | 20  | 21  | 22  | 23  | 24  | 25  | 26  | 27  | 28  | 29  | 30  | 31  | 32  |
| ---------- | --- | --- | --- | --- | --- | --- | --- | --- | --- | --- | --- | --- | --- | --- | --- | --- | --- | --- | --- | --- | --- | --- | --- | --- | --- | --- | --- | --- | --- | --- | --- | --- |
| Stand      | 14e | 14e | 13e | 15e | 15e | 16e | 17e | 17e | 15e | 16e | 15e | 16e | 14e | 13e | 13e | 14e | 15e | 15e | 16e | 16e | 16e | 16e | 17e | 17e | 17e | 17e | 17e | 17e | 17e | 17e | 17e | 17e |

### Doelpunten per speelronde
| Speelronde | 1 | 2 | 3 | 4 | 5 | 6 | 7 | 8 | 9 | 10 | 11 | 12 | 13 | 14 | 15 | 16 | 17 | 18 | 19 | 20 | 21 | 22 | 23 | 24 | 25 | 26 | 27 | 28 | 29 | 30 | 31 | 32 | Totaal |
| ---------- | - | - | - | - | - | - | - | - | - | -- | -- | -- | -- | -- | -- | -- | -- | -- | -- | -- | -- | -- | -- | -- | -- | -- | -- | -- | -- | -- | -- | -- | ------ |
| Doelpunten | 0 | 1 | 3 | 1 | 0 | 1 | 0 | 1 | 4 | 0  | 3  | 0  | 2  | 3  | 1  | 0  | 0  | 1  | 1  | 1  | 2  | 2  | 2  | 3  | 1  | 1  | 0  | 3  | 0  | 1  | 1  | 1  | 40     |